# Rajd Adriatyku 1956
Rajd Adriatyku 1956 (5. Rallye Adriatique) – 5. edycja rajdu samochodowego Rajd Adriatyku rozgrywanego w Jugosławii od 26 do 29 września 1956 roku. Była to dwunasta runda Rajdowych Mistrzostw Europy w roku 1956.

## Wyniki końcowe rajdu
| Miejsce                      | Kierowca                     | Pilot                        | Samochód                     | Punkty                       | Strata                       |                              |
| Klasyfikacja generalna i ERC | Klasyfikacja generalna i ERC | Klasyfikacja generalna i ERC | Klasyfikacja generalna i ERC | Klasyfikacja generalna i ERC | Klasyfikacja generalna i ERC | Klasyfikacja generalna i ERC |
| ---------------------------- | ---------------------------- | ---------------------------- | ---------------------------- | ---------------------------- | ---------------------------- | ---------------------------- |
| 1.                           | Paul Ernst Strähle           | Hans Wencher                 | Porsche 356 1300 Super       |                              | –                            |                              |
| 2.                           | Siegfried Eikelmann          | Nedeljko Karleusa            | DKW F 91                     |                              |                              |                              |
| 3.                           | Milivoje Mikica Vuković      | Pavle Protić                 | DKW F 91                     |                              |                              |                              |
| 4.                           | Walter Schock                | Rolf Moll                    | Mercedes-Benz 300 SL W198 I  |                              |                              |                              |
| 5.                           | Leopold Lancman              | František Kameš              | Škoda 440 Spartak            |                              |                              |                              |
| 6.                           | Viktor Mráz                  | Václav Hovorka               | Škoda 440 Spartak            |                              |                              |                              |
| 7.                           | Harald Stenfeld-Hansen       | Rudolf Rottbøl-Ørum          | Mercedes-Benz 220            |                              |                              |                              |
| 8.                           | Franjo Valencic              | Milica Valencic              | Volkswagen                   |                              |                              |                              |
| 9.                           | Max Nathan                   | Hans-Joachim Walter          | Porsche 356 Carrera          |                              |                              |                              |
| 10.                          | Dušan Malerič                | Jure Černe                   | Mercedes-Benz 190 SL         |                              |                              |                              |